# Slopná
Slopná (ungarisch Szolopna – bis 1907 Szlopna) ist eine Gemeinde in der Nordwestslowakei mit 496 Einwohnern (Stand 31. Dezember 2024) und gehört zum Okres Považská Bystrica, einem Kreis des Trenčiansky kraj.

## Geographie

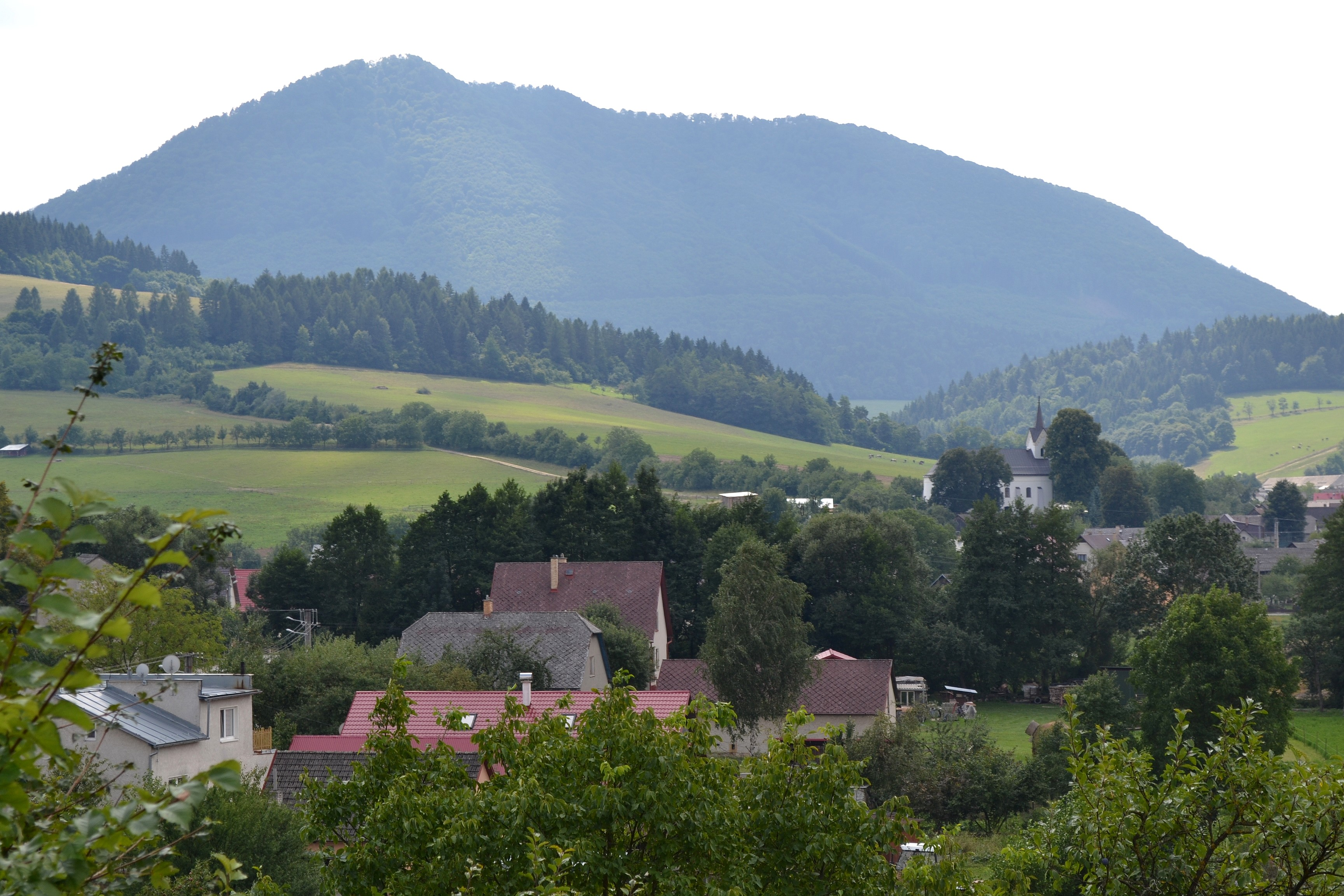
Blick auf Slopná, mit dem Massiv des Bergs Ostrá Malenica im Hintergrund

Die Gemeinde befindet sich am nördlichen Rande des Gebirges Strážovské vrchy auf der linken Seite des Baches Pružinka im Einzugsgebiet der Waag. Das Ortszentrum liegt auf einer Höhe von 317 m n.m. und ist 11 Kilometer von Považská Bystrica entfernt.
Nachbargemeinden sind Dolný Lieskov (Hauptort) und der Ortsteil Tŕstie im Norden und Osten, Beluša im Süden und Südwesten sowie Visolaje im Westen.

## Geschichte

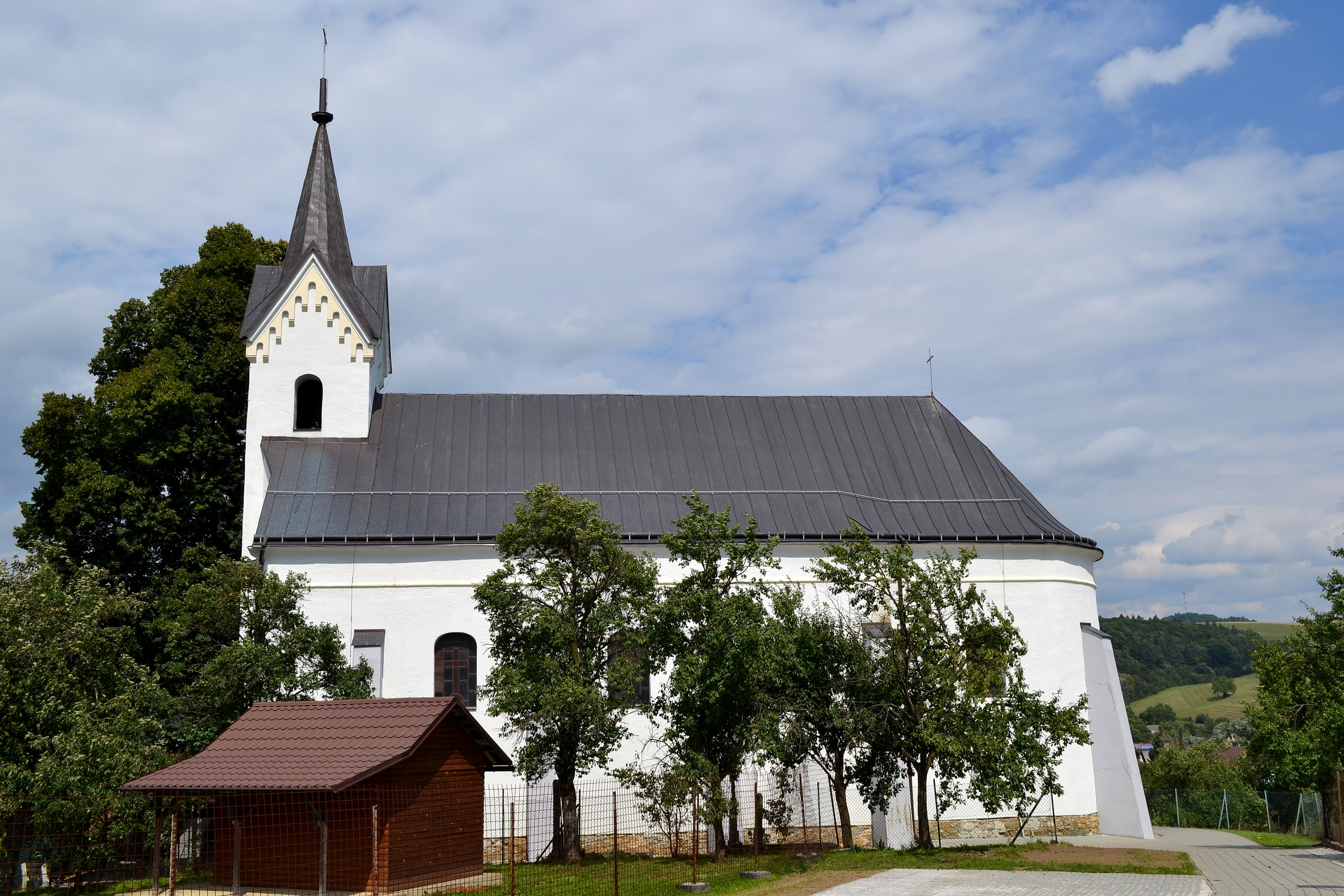
Andreaskirche in Slopná

Slopná wurde zum ersten Mal 1277 als Slopna schriftlich erwähnt und war ursprünglich Besitz der Trentschiner Burg, 1323 erhielt ein Vorfahre der landadligen Familie Slopňanský den Ort. 1339 lag das Dorf vorübergehend im Herrschaftsgebiet der Burg Košeca und 1475 in der Herrschaft der Burg Löwenstein (slowakisch Vršatec). 1598 standen 31 Häuser in Slopná, 1720 wohnten 27 Steuerzahler im Ort, 1784 hatte die Ortschaft 64 Häuser, 73 Familien und 397 Einwohner, 1828 zählte man 52 Häuser und 477 Einwohner, die als Landwirte und Waldarbeiter beschäftigt waren.
Bis 1918 gehörte der Ort im Komitat Trentschin zum Königreich Ungarn und kam danach zur Tschechoslowakei beziehungsweise heute Slowakei. Von 1979 bis 1990 war Slopná Teil der Gemeinde Lieskov.

## Bevölkerung
| Jahr                | 1994 | 2004    | 2014    | 2024    |
| ------------------- | ---- | ------- | ------- | ------- |
| Anzahl der Personen | 509  | 491     | 477     | 496     |
| Unterschied         |      | −3,53 % | −2,85 % | +3,98 % |

| Jahr                | 2023 | 2024    |
| ------------------- | ---- | ------- |
| Anzahl der Personen | 495  | 496     |
| Unterschied         |      | +0,20 % |

Gemäß der Volkszählung 2011 wohnten in Slopná 478 Einwohner, davon 476 Slowaken und ein Pole. Ein Einwohner machte keine Angabe zur Ethnie.
475 Einwohner bekannten sich zur römisch-katholischen Kirche und ein Einwohner zur Evangelischen Kirche A. B. Bei zwei Einwohnern wurde die Konfession nicht ermittelt.

## Bauwerke und Denkmäler
- römisch-katholische Andreaskirche im Spätbarockstil aus den Jahren 1793–97